# Gornja Radgona (kommun)
Kommunen Gornja Radgona (slovenska: Občina Gornja Radgona) är en kommun i landskapet Štajerska i norra Slovenien. Kommunen har 8 476 invånare (2022), på en yta av 74,6 km².